# Passatge de Sant Felip
El passatge de Sant Felip és un vial del barri del Putxet i el Farró de Barcelona, entre els carrers de Saragossa i de la Gleva. Està catalogat com a bé amb elements d'interès (categoria C).

## Descripció
Es tracta d'un passatge amb 17 cases a banda i banda, amb un petit jardí al davant i un més gran al darrere. A la nit es tanquen les portes d'accés al conjunt. Algunes cases mantenen l'aspecte inicial, però altres s'han transformat engrandides amb la remunta d'un primer pis.

## Història
Francesca Pou presentà a l'Ajuntament de Sant Gervasi de Cassoles el projecte d'urbanització de la seva finca, que havien estat camps de cereal i horts, el 1875. Al projecte inicial, amb el nom de «passatge de Volart» en honor al seu difunt marit, hi havia 24 parcel·les, 12 a cada banda. Finalment s'hi van alçar 17 cases, que es començaren a construir el 1877 sota la direcció dels mestres d'obra Lluís de Miquel i Roca, Joan Camps i Prats i Ramon Jané.
El passatge rebé  el mateix nom que l'actual carrer de Saragossa, que fins al 1907 s'anomenava carrer de Sant Felip.